# 烏基昆卡山
14°04′59″S 70°52′26″W / 14.08306°S 70.87389°W
烏基昆卡山（Ojecunca），是秘魯的山峰，位於該國東南部庫斯科大區，由坎奇斯省負責管轄，屬於韋爾卡努塔山脈的一部分，海拔高度約5,000米。